# Bustrofédon

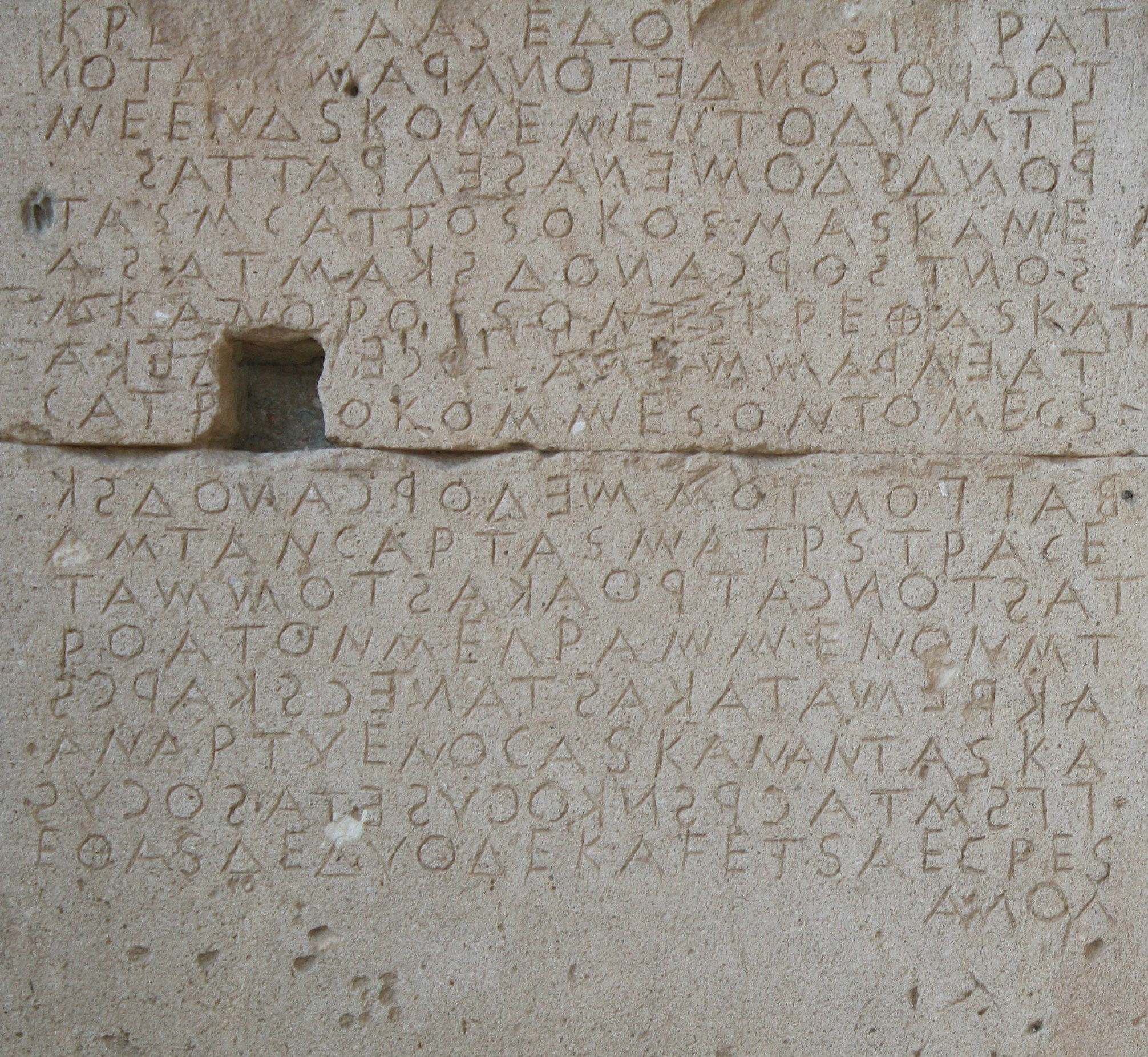
Starořecký nápis z asi 5. století př. n. l. psaný bustrofédonem

Bustrofédon (z řeckého βουστροφηδόν – obracení volů) je způsob psaní vyskytující se v některých starých nápisech.
Zatímco dnes se píše latinka zleva doprava a jiná písma, např. hebrejské písmo zprava doleva, při bustrofédonu se píše vždy jeden řádek zleva doprava a druhý řádek naopak, také jednotlivé znaky jsou zrcadlově obráceny. Název je odvozen z toho, že se při dosažení konce řádku pero nepřerušuje, ale obrací zpět, podobně jako tažná zvířata při orbě.
Bustrofédon je obvyklý v některých starých písmech, např. v safajtském (1. století př. n. l. – 4. století n. l.), luvijském (kolem 6. století př. n. l.) či sabejském. Ač je název odvozen z řečtiny, v řeckých textech je bustrofédon spíše neobvyklý a vyskytuje se hlavně na nejstarších nápisech, v období helénismu jeho doklady postupně ubývají. Je také používán v některých umělých jazycích.
Je znám i tzv. reverzní bustrofédon, kdy písmena nejsou zrcadlena, ale otočena o 180° („vzhůru nohama“). Příkladem je písmo rongorongo.